# Rue de Lourmel (Nantes)
Pour les articles homonymes, voir Rue de Lourmel.
La rue de Lourmel est une artère de Nantes, en France.

## Situation et accès
Située dans le quartier Malakoff - Saint-Donatien, cette artère de 110 mètres de longueur qui débute au niveau de la rue de Cornulier et aboutit sur le quai Malakoff par l'intermédiaire d'un rond-point, longe le bâtiment de la gare SNCF sud.
La rue est occupée notamment par une station de taxis, des emplacements de dépose-minute pour voitures particulière, ainsi qu'un parking vélo.

## Origine du nom
Elle rend hommage au général Frédéric Henri Le Normand de Lourmel (1811-1854), qui fut tué à la bataille d'Inkerman, laquelle vit la victoire des Franco-Britanniques sur les armées russes de Menchikov pendant la guerre de Crimée.

## Historique
À sa création le 31 décembre 1856, la voie est désignée « quai de Lourmel », puis est renommée « rue de Lourmel » après le comblement de la gare d'eau. 
À l'origine, l'artère était beaucoup plus longue qu'aujourd'hui et s'étendait sur près de 870 mètres jusqu'à l'actuelle rue du Pont-de-l'Arche-de-Mauves. Elle formait alors le quai sud de gare d'eau qui longeait les emprises ferroviaires de la gare d'Orléans (ancien nom de la gare de Nantes). Le comblement de ce canal dans les années 1920 rendit le quai inutile dans la majeure partie de son tracé, sauf pour son extrémité occidentale où elle servit de voie de desserte pour les zones déjà urbanisées, le reste étant englobé au sein des emprises de la gare.
Dans le cadre du projet de renouvellement urbain Malakoff Pré Gauchet, le côté est de la rue devrait être connecté au boulevard de Berlin qui aura été prolongé à la fin des années 2010.

## Bâtiments remarquables et lieux de mémoire
Outre la gare sud, située sur côté nord de la rue, et inaugurée en 1989 pour l'arrivée du TGV, le côté sud est longé par la maison des compagnons du devoir du tour de France, construite entre 1952 et 1957 à l'emplacement d'une vieille maison bourgeoise qui fut l'un des seuls bâtiments intacts du secteur après les bombardements de 1943. Le symbole architectural fort de l'édifice est une flèche torse, un « chef-d'œuvre » qui rappelle ceux demandés aux élèves qui suivent la formation dispensée par l'institution.